# غراماتيكو، أيتوليا كي أكارنانيا
غراماتيكو (Γραμματικού) هي مدينة في أيتوليا كي أكارنانيا في مقاطعة كينتريكي إلادا في اليونان.
يبلغ عدد سكانها حوالي 1035 نسمة.